# Liya Kebede
Liya Kebede (amh. ሊያ ከበደ) (ur. 3 stycznia 1978 w Addis Abebie) – etiopska topmodelka, aktorka i projektantka mody.

## Życiorys

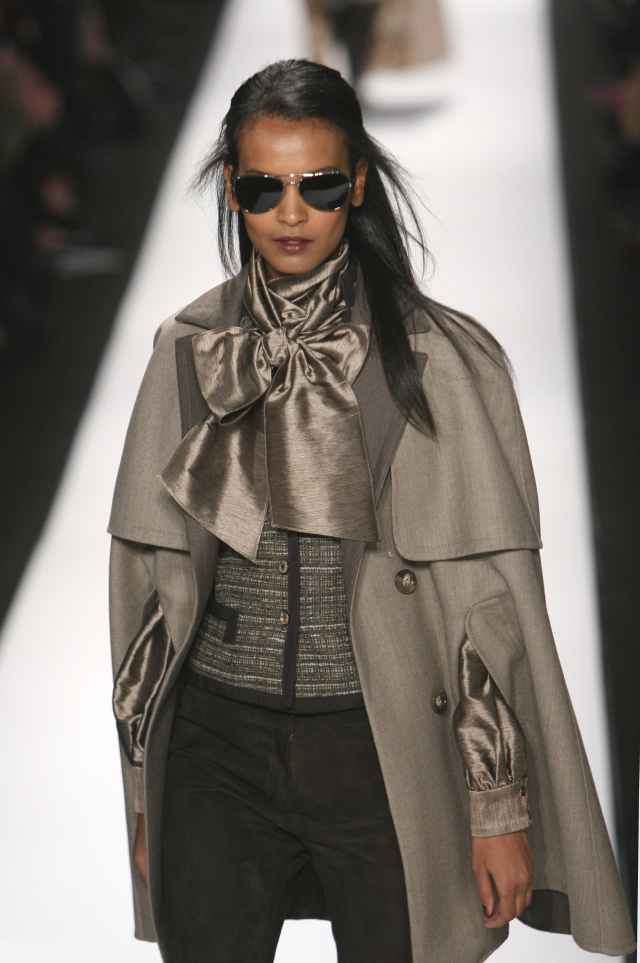
Liya Kebede na wybiegu (2008)

Liya podczas pobytu we Francji w 1999 roku została zauważona przez jednego z pracowników paryskiej agencji modelek Viva. Jeszcze w tym samym roku zadebiutowała na wybiegu w Nowym Jorku na pokazie Ralpha Laurena. Tam została dostrzeżona przez innego amerykańskiego projektanta mody – Toma Forda, który zaprosił ją do prezentowania jego kolekcji na wyłączność dla domu mody Gucci. To pociągnęło za sobą lawinę ofert. Wkrótce zaczęła prezentować kolekcje: Balenciagi, Vivienne Westwood, Yves'a Saint Laurenta, Christiana Diora, Elie Saab i domu mody Givenchy. Później grono to poszerzyło się o m.in.: D&G, Emanuela Ungaro, Versace, Husseina Chalayana, Tommy'ego Hilfigera, Marca Jacobsa, Jeana-Paula Gaultiera, Dolce & Gabbanę i Donnę Karan. Liya od 2002 roku regularnie ozdabiała okładki prestiżowych magazynów mody. Aż dwanaście razy pojawiła się na okładkach międzynarodowych edycji Vogue (edycje: japońska, amerykańska, niemiecka, francuska, portugalska, hiszpańska, włoska). Wielokrotnie gościła na okładkach: Harper’s Bazaar, Numero, Elle oraz V Magazine. Brała udział w kampaniach reklamowych takich marek jak: Emanuel Ungaro, Escada, Esteé Lauder, Gap Inc., Givenchy, H&M, Jones New York, Kenzo oraz Lanvin.
Prócz modellingu zajęła się później także projektowaniem mody, aktorstwem i działalnością społeczną.

## Życie prywatne
Od 2000 do 2015 roku była żoną menadżera Kassy Kebedego. 

## Filmografia
- 2005: Pan życia i śmierci (Lord of War) jako Faith
- 2006: Dobry agent (The Good Shepherd) jako Miriam
- 2009: Kwiat pustyni (Desert Flower) jako Waris Dirie
- 2011: Czarne złoto (Black Gold) jako Aicha
- 2012: Na tropie Marsupilami (Sur La Piste Du Marsupilami) jako królowa Pajów
- 2012: Żądza bankiera (Le Capital) jako Nassim
- 2013: Koneser (La Migliore offerta) jako Sarah
- 2013: Innocence jako Moira Neal

źródła: